# Hamid Reza Pahlawi

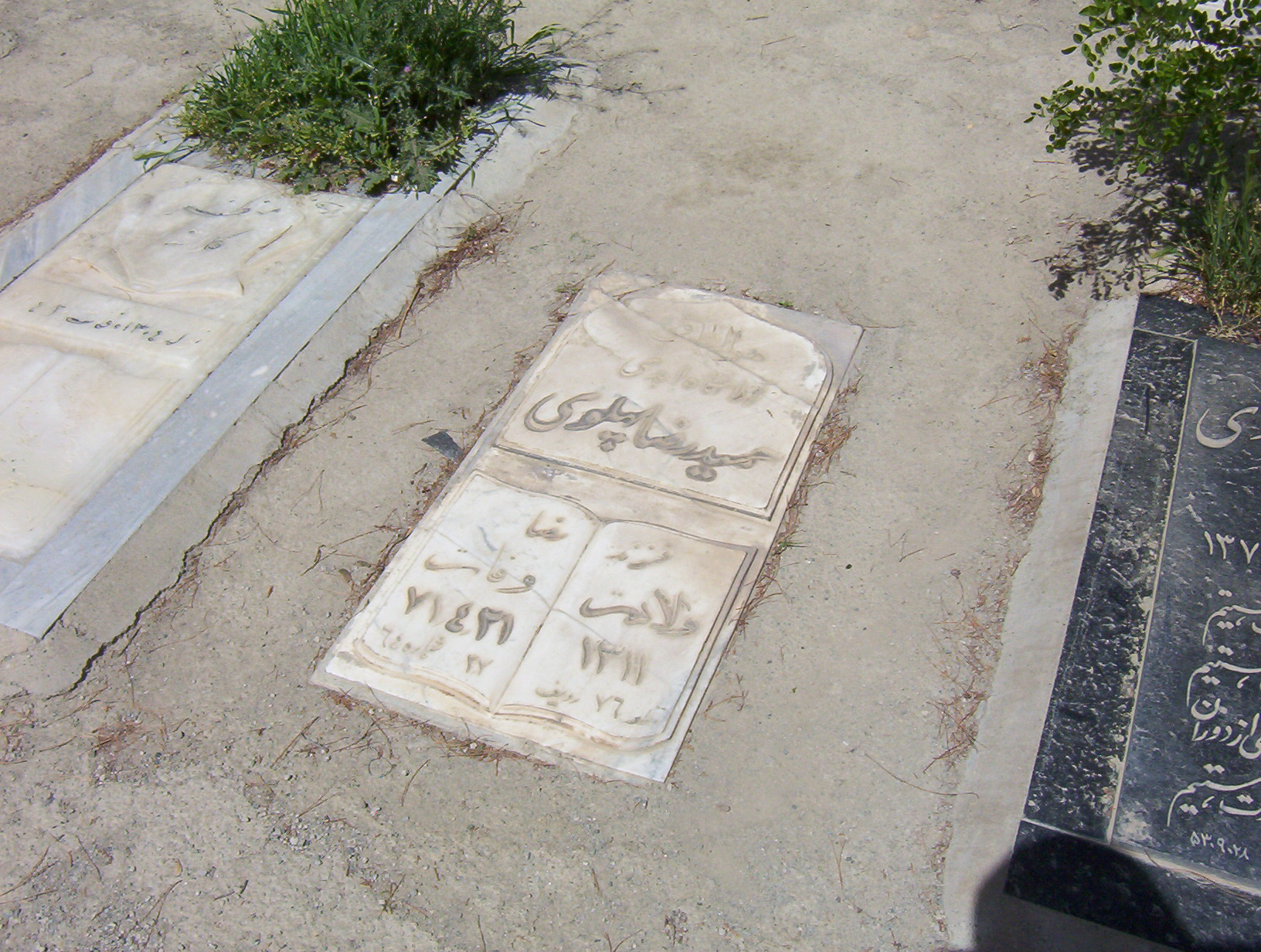
Grób Hamida Rezy Pahlawi

Hamid Reza Pahlawi (pers. حمیدرضا پهلوی, ur. 4 lipca 1932 w Teheranie, zm. 27 lipca 1992 tamże) – irański książę, syn Rezy Szaha Pahlawiego – założyciela dynastii Pahlawi – i jego szóstej żony Ismat ol-Molouk. Został pozbawiony tytułu książęcego przez jednego ze swoich braci, zmienił nazwisko na Hamid Islami. Uwięziony w czasie irańskiej rewolucji islamskiej, zmarł w więzieniu w Teheranie w wieku 60 lat.